# Centrale nucléaire de Point Lepreau
La centrale nucléaire de Point Lepreau , est une centrale nucléaire canadienne située sur la Pointe Lepreau, dans la paroisse de Musquash, à une vingtaine de kilomètres à l'ouest de Saint John.

## Description
Construite entre 1975 et 1983, Point Lepreau est la seule centrale nucléaire des provinces de l'Atlantique. Elle comprend un réacteur nucléaire CANDU-6 de 640 MW. Elle est située sur la rive nord de la baie de Fundy, à une vingtaine de kilomètres à l'ouest de Saint-Jean, principale ville de la province. Ce réacteur est pratiquement identique au réacteur de la Gentilly-2 au Québec, construit à la même époque. Il est exploité commercialement par Énergie NB. 

## Historique
La construction d'une centrale nucléaire au Nouveau-Brunswick a été discutée depuis le début des années 1960. Des pourparlers formels entre le premier ministre de la province, Richard Hatfield, et EACL sont entrepris en 1972. Ils s'accélèrent l'année suivante, en raison du premier choc pétrolier, la province voulant s'assurer d'un approvisionnement en électricité aux prix moins volatils que le pétrole. Toutefois, le financement du projet pose un problème, en raison des capacités d'emprunt limitées de la province. 
L'annonce par le gouvernement fédéral d'un programme de prêt couvrant la moitié des coûts d'une première centrale nucléaire dans une province, en janvier 1974 lève le dernier obstacle. Hatfield annonce son intention de construire une première centrale, le 5 février 1974. Réélu à l'automne, malgré les réticences d'une partie de la population, le gouvernement conservateur poursuit ses démarches. En mars 1975, Hatfield intervient à la télévision pour indiquer le caractère définitif de sa décision et que le projet sera réalisé, quel que soit le résultat de l'évaluation environnementale. C'est ce que le sociologue Ronald Babin appelle la politique du « fait accompli nucléaire ».
Le 2 mai 1975, la Commission canadienne de l'énergie atomique donne son autorisation pour la construction de deux tranches de 635 MW(e), sur un site qui peut accueillir quatre réacteurs, à Point Lepreau, à une vingtaine de kilomètres à l'ouest de Saint-Jean. La Commission de l'énergie électrique du Nouveau-Brunswick entreprend la construction d'une seule centrale, avec une option pour un second réacteur. 
Des relations de travail tendues sur le chantier ainsi que la hausse vertigineuse des coûts de construction, courante pour les projets d'infrastructure de cette période, feront tripler le budget. Le coût estimé de 466 millions de dollars en 1974 est passé à 684 millions deux ans plus tard, puis à 895 millions en 1978. Lors de sa mise en service, en 1983, la facture totale, excluant les intérêts s'élevait à 1,4 milliard de dollars.

### Incident
En 1990, huit employés de la centrale ont bu de l'eau contaminée par du tritium.

### Réfection
Le réacteur CANDU de Point Lepreau étant conçu pour durer 25 ans, il était donc programmé pour s'arrêter en 2008. La réfection de Point Lepreau a été chaudement débattue au cours de la première moitié des années 2000 au Nouveau-Brunswick et la Commission des entreprises de service public du Nouveau-Brunswick conclut « que le projet de remise à neuf de Pointe Lepreau proposé ne comporte aucun avantage économique important » et « que la remise à neuf de Pointe Lepreau… est contraire à l’intérêt public. » La décision d'aller de l'avant a été prise par le gouvernement du premier ministre Bernard Lord avec le support de l'opposition Shawn Graham en juillet 2005. 
Le contrat, dont le coût a été fixé à 1,4 milliard de dollars, a été accordé à Énergie atomique du Canada Limitée. Les travaux de réfection majeure ont débuté en avril 2008 et devaient durer 18 mois. 
Cependant, en raison d'une série de retards provoqués par de l'outillage robotisé devant retirer les tubes de pression, la réouverture est d'abord reportée de trois mois en janvier 2009, puis de quatre mois supplémentaires en juillet de la même année. En octobre 2009, le ministre de l'Énergie du Nouveau-Brunswick, Jack Keir, indique que la réouverture de la centrale est maintenant prévue en février 2011. Un an plus tard, en octobre 2010, de nouvelles prévisions rendues publiques par EACL et Énergie NB repoussent la réouverture de la centrale à l'automne de 2012.
Point Lepreau redémarre la production commerciale le 23 novembre 2012.